# Bennington Peak
Bennington Peak är en bergstopp i Kanada.   Den ligger i provinsen Alberta, i den centrala delen av landet, 3 200 km väster om huvudstaden Ottawa. Toppen på Bennington Peak är 3 260 meter över havet. Bennington Peak ingår i The Ramparts.
Terrängen runt Bennington Peak är bergig åt sydväst, men åt nordost är den kuperad.Trakten runt Bennington Peak är nära nog obefolkad, med mindre än två invånare per kvadratkilometer.. Det finns inga samhällen i närheten. 
Trakten runt Bennington Peak består i huvudsak av gräsmarker.